# Ngữ hệ Papua

Phân bố các ngôn ngữ Papua, màu đỏ. Còn lại là vùng ngữ hệ Nam Đảo và vùng lịch sử của ngữ hệ thổ dân Úc.

Các ngôn ngữ Papua là tập hợp địa lý những ngôn ngữ của cư dân các hòn đảo phía tây Thái Bình Dương, New Guinea và lân cận. Những cư dân này gồm người Papua và Melanesia, nhưng trừ ra những người Nam Đảo hay thổ dân Úc. Thuật ngữ này không giả định trước một mối quan hệ di truyền. Khái niệm người Papua khác với người Melanesia được Sidney Herbert Ray đề nghị đầu tiên và đặt tên, vào năm 1892. Các ngôn ngữ Papua đa dạng nhưng ít được nghiên cứu.

## Các ngôn ngữ
New Guinea là một trong những vùng có ngôn ngữ đa dạng nhất trên thế giới. Bên cạnh các ngôn ngữ Nam Đảo, có đến 800 ngôn ngữ khác được chia thành khoảng 60 họ ngôn ngữ nhỏ, với những mối quan hệ không rõ ràng với nhau hoặc với bất kỳ ngôn ngữ khác, cộng với một số lượng lớn các ngôn ngữ biệt lập. Đa số các ngôn ngữ Papua được nói trên đảo New Guinea, với một số khẩu ngữ trong quần đảo Bismarck, Bougainville, và quần đảo Solomon ở phía đông, và ở Halmahera, Timor, và quần đảo Alor về phía tây. Ngôn ngữ ở phía cực tây là tiếng Tambora ở Sumbawa nay đã mai một. Một trong ngôn ngữ Papua là tiếng Meriam Mir, được nói trong phạm vi biên giới của Úc, ở phía đông eo biển Torres. Chỉ có ở Đông Timor, một ngôn ngữ Papua được công nhận chính thức.